# Eddica minora
Eddica minora är en samling Edda-dikter som inte finns med i Codex Regius. Många av dessa dikter återfinns insprängda i fornaldarsagorna, som skrevs till största delen från 1250 till 1350. De insprängda eddadikterna är emellertid oftast äldre än sagorna, och de flesta är från 1100-talet eller äldre.
Samlingen dikter under begreppet Eddica minora är inte enhetlig, men de tillhör de eddiska hjältedikternas sfär. De har även författats under samma århundraden som de dikter som har samlats i den Poetiska Eddan. De kan dock inte innehållsligt kopplas till gudarnas och Völsungarnas historia, och har sannolikt lämnats utanför den poetiska Eddan av den anledningen.
Namnet Eddica minora härstammar från 1903, då Andreas Heusler och Wilhelm Ranisch gav ut verket Eddica Minora. Dichtungen eddischer Art und aus der Fornaldarsögur und anderen Prosawerken zusammengestellt. Eddica minora har översatts till svenska av Åke Ohlmarks och gavs ut år 1955. Ohlmarks har ställt samman dikterna i fyra olika grupper för att de ska kunna läsas med större behållning.
Gotersagan
- Spjutsången (Darraðarlióð)
- Arngrims söner (Árngrímssonaþula)
- Striden på Samsö (Sámseyjarvísur)
- Hjalmars dödssång (Hjálmarsmál)
- Trämannen på Samsö (Trémannsvízur)
- Hervor hos Bjartmar jarl (Biartmarsmál)
- Hervorsången (Hervararlióð)
- Sången om Heidrek och gåtorna (Heiðreksgátur)
- Heidreks död (Gedduvísa)
- Konungarna (Konungaþula)
- Sången om hunnerslaget (Húnamál)

Den norröna Odyssén
- Kettil hanlax' och Grim ludenkinds smädelser (Hoengsvísur ok Grims)
- Orvar-Odd och sierskan (Vǫluvísur)
- Orvar-Odds »manjämning» (Mannjafnaðarmál)
- Orvar-Odd i Bjalkaland (Biálkalandsvísur)
- Orvar-Odds dödssång (Oddsmál)
- Hildebrand och Åsmund (Hildibrandsmál)
- Åsmund i bröllopsgården (Ásmundarmál)

Dana- och götasagan
- Ölbrygdstrofen (ǫlvisa)
- Vikarsbalken (Víkarsbálkr)
- Vikars lov (Víkarstírr)
- Halfdanssönernas hämnd (Fróðaþáttr)
- Den gamla sången om Bödvar Bjarke (Biarkamál in fornu)
- Snåljåpsvisan (Skafnǫrtungsmál)
- Refsvisan (Refsvísa)
- Buslas besvärjelse (Busluboen)

Den norsk-isländska sagan
- Hjörleif den kvinnoglade (Hiǫrleifsvísur)
- Instenssången (Innsteinsmål)
- Hroks friarsång (Hróksmál)
- Utstens stridssång (Útsteinsvísur)
- Frithiof den djärves strofer (Friðþiófsvísur)
- Ån bågspännarens visor (Ánsvisur)
- Völsevisan (Vǫlsaþáttsvísur)
- Fridsedens kväde (Tryggðamál)